# Torneo de Tashkent 2015
El Tashkent Open 2015 es un torneo de tenis que se juega en canchas duras al aire libre. Es la 17.ª edición del Abierto de Tashkent, y forma parte de los torneos internacionales de la WTA. Se llevará a cabo en el Centro de Tenis de Tashkent en Tashkent, Uzbekistán, del 28 de septiembre al 3 de octubre de 2015.

## Cabeza de serie

### Individual
| Tenista             | Ranking | Preclasificada |
| Annika Beck         | 43      | 1              |
| Carina Witthöft     | 55      | 2              |
| Yanina Wickmayer    | 56      | 3              |
| Polona Hercog       | 60      | 4              |
| Johanna Larsson     | 61      | 5              |
| Kateřina Siniaková  | 69      | 6              |
| Margarita Gasparyan | 70      | 7              |
| Denisa Allertová    | 74      | 8              |

- Ranking del 21 de septiembre de 2015

### Dobles
| Tenista                     | Ranking | Preclasificada |
| Bandera de ? · Bandera de ? |         | 1              |
| Bandera de ? · Bandera de ? |         | 2              |
| Bandera de ? · Bandera de ? |         | 3              |
| Bandera de ? · Bandera de ? |         | 4              |

## Campeonas

### Individual Femenino
Nao Hibino venció a  Donna Vekić por 6-2, 6-2

### Dobles Femenino
Margarita Gasparyan /  Alexandra Panova vencieron a  Vera Dushevina /  Kateřina Siniaková por 6-1, 3-6, [10-3]